# St. Louis, Iron Mountain and Southern Railway
La St. Louis, Iron Mountain and Southern Railway (SLIM&S, StLIM&S) era una società ferroviaria statunitense. Operava nel Missouri e nell'Arkansas tra la fine del XIX secolo e l'inizio del XX secolo.
Correva da St. Louis, Missouri, a Texarkana, Arkansas, così come nel Missouri sudorientale. La linea fu inizialmente creata per trasportare i minerali ferrosi da Iron Mountain, Missouri, a St. Louis. La società veniva spesso indicata come St. Louis Iron Mountain & Southern (StLIM&S) o semplicemente abbreviata come Iron Mountain Railway.
La ferrovia fu derubata due volte, una volta dalla James-Younger gang il 31 gennaio 1874, a Gad's Hill, Missouri, e una volta dalla "One-Time Train Robbery Gang", il 3 novembre 1893, ad Olyphant, Arkansas.
Nel 1883 la StLIM&S fu acquisita da Jay Gould, diventando parte di un sistema di 9.547 miglia (15.364 km). Il 12 maggio 1917, fu formalmente fusa nella Missouri Pacific Railroad, che a sua volta venne fusa nella Union Pacific Railroad tra il 1982 e il 1997.